# Campeonato Mundial de Lucha de 2024
El LXXIV Campeonato Mundial de Lucha se celebró en Tirana (Albania) entre el 28 y el 31 de octubre de 2024 bajo la organización de United World Wrestling (UWW) y la Federación Albanesa de Lucha. En este campeonato solo fueron disputadas las categorías que no estuvieron incluidas en los Juegos Olímpicos de ese año.
Las competiciones se realizaron en el Centro Deportivo Feti Borova de la capital albanesa.

## Medallistas

### Lucha grecorromana masculina
| Evento        | Oro                       | Plata                            | Bronce                                         |
| ------------- | ------------------------- | -------------------------------- | ---------------------------------------------- |
| 55 kg (29.10) | Eldəniz Əzizli Azerbaiyán | Pouya Dadmarz Irán               | Denis Mihai · Rumania · Emin Sefershayev · AIN |
| 63 kg (29.10) | Nihat Məmmədli Azerbaiyán | Yerzhet Zharlykasyn · Kazajistán | Karen Aslanian · Armenia · Sadyk Lalayev · AIN |
| 72 kg (29.10) | Ülvi Qənizadə Azerbaiyán  | Ibrahim Ghanem Francia           | Ali Arsalan Serbia Otar Abuladze Georgia       |
| 82 kg (29.10) | Mohamadali Gueraei Irán   | Erik Szilvássy · Hungría         | Guela Bolkvadze Georgia Ahmet Yılmaz Turquía   |

### Lucha libre masculina
| Evento        | Oro                            | Plata                     | Bronce                                                             |
| ------------- | ------------------------------ | ------------------------- | ------------------------------------------------------------------ |
| 61 kg (31.10) | Masanosuke Ono Japón           | Ahmet Duman Turquía       | Vitali Arujau Estados Unidos Tseveensürenguiin Tsogbadraj Mongolia |
| 70 kg (31.10) | Nurkozha Kaipanov · Kazajistán | Yoshinosuke Aoyagi Japón  | Inalbek Sheriyev · AIN · Abdulmazhid Kudiyev · Tayikistán          |
| 79 kg (31.10) | Avtandil Kenchadze Georgia     | Magomed Magomayev · AIN   | Mohamad Nojodi · Irán · Achsarbek Gulajev · Eslovaquia             |
| 92 kg (31.10) | Abdulrashid Sadulayev · AIN    | Mirian Maisuradze Georgia | David Taylor · Estados Unidos · Batyrbek Tsakulov · Eslovaquia     |

### Lucha libre femenina
| Evento        | Oro                | Plata                              | Bronce                                                              |
| ------------- | ------------------ | ---------------------------------- | ------------------------------------------------------------------- |
| 55 kg (30.10) | Moe Kiyooka Japón  | Zhang Jin China                    | Tatiana Debien · Francia · Iryna Kurachkina · AIN                   |
| 59 kg (30.10) | Risako Kinjo Japón | Süjeeguiin Tserenchimed Mongolia   | Mansi Ahlawat · India · Elena Brugger · Alemania                    |
| 65 kg (30.10) | Long Jia China     | Kateryna Zelenyj · Rumania         | Macey Kilty Estados Unidos Miwa Morikawa Japón                      |
| 72 kg (30.10) | Ami Ishii Japón    | Zhamila Bakberguenova · Kazajistán | Adéla Hanzlíčková · República Checa · Kylie Welker · Estados Unidos |

## Medallero
| Núm. | País            | Oro | Plata | Bronce | Total |
| ---- | --------------- | --- | ----- | ------ | ----- |
| 1    | Japón           | 4   | 1     | 1      | 6     |
| 2    | Azerbaiyán      | 3   | 0     | 0      | 3     |
| 3    | Kazajistán      | 1   | 2     | 0      | 3     |
| 4    | AIN             | 1   | 1     | 3      | 5     |
| 5    | Georgia         | 1   | 1     | 2      | 4     |
| 6    | Irán            | 1   | 1     | 1      | 3     |
| 7    | China           | 1   | 1     | 0      | 2     |
| 8    | Francia         | 0   | 1     | 1      | 2     |
| 8    | Mongolia        | 0   | 1     | 1      | 2     |
| 8    | Rumania         | 0   | 1     | 1      | 2     |
| 8    | Turquía         | 0   | 1     | 1      | 2     |
| 12   | Hungría         | 0   | 1     | 0      | 1     |
| 13   | Estados Unidos  | 0   | 0     | 4      | 4     |
| 14   | Eslovaquia      | 0   | 0     | 2      | 2     |
| 15   | Alemania        | 0   | 0     | 1      | 1     |
| 15   | AIN             | 0   | 0     | 1      | 1     |
| 15   | Armenia         | 0   | 0     | 1      | 1     |
| 15   | India           | 0   | 0     | 1      | 1     |
| 15   | República Checa | 0   | 0     | 1      | 1     |
| 15   | Serbia          | 0   | 0     | 1      | 1     |
| 15   | Tayikistán      | 0   | 0     | 1      | 1     |
|      | TOTAL           | 12  | 12    | 24     | 48    |